# Sayre (Pensilvania)
Sayre es un borough ubicado en el condado de Bradford en el estado estadounidense de Pensilvania. En el año 2000 tenía una población de 5,813 habitantes y una densidad poblacional de 1,105.6 personas por km².

## Geografía
Sayre se encuentra ubicado en las coordenadas 41°59′1″N 76°31′15″O / 41.98361, -76.52083.

## Demografía
Según la Oficina del Censo en 2007 los ingresos medios por hogar en la localidad eran de $33,338 y los ingresos medios por familia eran $40,571. Los hombres tenían unos ingresos medios de $30,685 frente a los $24,837 para las mujeres. La renta per cápita para la localidad era de $18,549. Alrededor del 9.1% de la población estaba por debajo del umbral de pobreza.